# Julgamentos do Espírito e Sabedoria
Julgamentos do Espírito e Sabedoria (em persa médio: Dādestān ī Mēnōg ī xrad ou Mēnōy xrad) é uma obra zoroastrista em 23 capítulos (um preâmbulo e 22 perguntas e respostas) escrita em pálavi na qual uma personagem simbólica chamada Danague ("conhecimento, sabedoria") coloca perguntas para o personificado Espírito da Sabedoria (Mēnōg ī xrad).

## Obra

Império Sassânida de r.

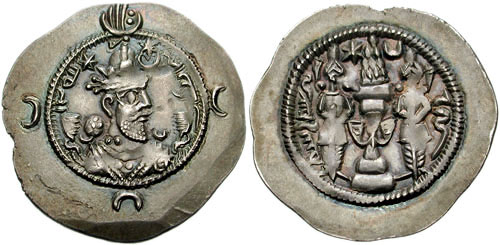
Dracma de r.

Julgamentos é uma obra uma obra zoroastrista em 23 capítulos (um preâmbulo e 22 perguntas e respostas) escrita em pálavi na qual uma personagem simbólica Danague ("conhecimento, sabedoria") coloca perguntas ao personificado Espírito da Sabedoria (Mēnōg ī xrad) que é exaltado no preâmbulo e identificado em dois lugares (2,95, 57,4) com sabedoria inata (āsn xrad). O livro se alicerça em tradição oral e não há autor. Segundo o preâmbulo, Danague, buscando pela verdade, viajou por muitos países, associou-se a muitos servos e aprendeu sobre várias opiniões e crenças até descobrir a virtude da xrad (1.51) e o Espírito da Sabedoria apareceu diante dele para responder suas perguntas. A obra é similar ao capítulo Borzūya-ye ṭabīb do Calila e Dimna, o preâmbulo da Exposição de dissipação de dúvidas (1.35ff.), e o poema pálavi abar xēm ud xrad ī farrox mard em honra a xrad.
Pertence ao gênero andarz (conselho), contendo sobretudo sabedoria prática, mas também há conselhos sobre questões religiosas. Há passagens sobre ficar quieto enquanto se come; não andar sem usar um cinturão sagrada (custi) e camiseta (sodra); não andar com apenas um sapato; não urinar em pé; sobre as cerimônias de Gaambares e hamāg-dēn; sobre libações (zor) e a cerimônia Iasna (yazišn); não enterrar os mortos; sobre o casamento com parentes mais próximos (xwēdōdah) e tutela (stūrīh); sobre a crença no dualismo; orar três vezes ao dia e arrepender-se diante do sol, da lua e do fogo; sobre a crença em Aúra-Masda como o criador e a destrutividade de Arimã e a crença em *stōš (a quarta manhã após a morte), ressurreição e o Corpo Final (tan ī pasēn). O primeiro capítulo, que também é o mais longo, trata detalhadamente da questão do que acontece com as pessoas após a morte e a separação entre alma e corpo. Em alguns capítulo o conselho religioso e prático estão misturados e há passagens que contém material mítico e alusões a lendas iranianas e breves passagens sob cosmologia.
Não se sabe quando a obra foi compilada, mas a julgar pelas constantes referências às guerras de persas com turcos e bizantinos, a completa ausência dos árabes ou do islamismo, a semelhança da introdução com um dos capítulos de Calila e Dimna e seu estilo, se pensa que foi produzida no Império Sassânida Tardio, talvez no reinado do xá Cosroes I (r. 531–579). A obra está escrita num estilo simples e legível. As sentenças são curtas e claras, sem influência gramatical ou lexical discernível do persa clássico. O mais antigo manuscrito conhecido é o K43 (Biblioteca Real, Copenhague), copiado em 1589, no qual faltam alguns fólios. Outro manuscrito, conhecido como TD2 (Bombaim), não tem colofão. Segundo T. D. Anklesaria, que coligiu-o com K43, foi copiado em algum momento entre 1726 e 1741. Os manuscritos usados por D. P. Sanjana são traduções pálavis da versão do Pazande feitas nos últimos séculos. A versão do Pazande e a tradução do sânscrito foram ambas baseadas no texto pálavi, talvez produzido por Neriosangue no século XV. O manuscrito Pazende-sânscrito mais antigo é o L19 (Biblioteca do Escritório da Índia, Londres), que foi copiado em Navsari em Guzerate em 1520. Há também algumas traduções persas em versões versificadas e em prosa.